# Буцов
Бу́цов (укр. Буців) — село в Шегининской сельской общине Яворовского района Львовской области Украины.
Население по данным 2022 года составляло 527 человек. Население по переписи 2001 года составляло 707 человек. Занимает площадь 1,87 км². Почтовый индекс — 81321. Телефонный код — 3234.